# Фінал Кубка України з футболу серед жінок 2001
Фінал Кубка України з футболу серед жінок 2001 — 9-й фінал Кубка України серед жінок, що відбувся 18 листопада 2001 року в Києві на верхньому полі НСК «Олімпійський» між чернігівською «Легендою» та донецькою «Донеччанкою». «Легенда» перемогла з рахунком 4:1 і вперше виборола титул володаря Кубка України.

## Команди

### Досягнення команд у попередніх розіграшах Кубка України
| Команда                | Попередні виходи у фінал (виділені перемоги) |
| ---------------------- | -------------------------------------------- |
| «Донеччанка» (Донецьк) | 6 (1994, 1995, 1996, 1997, 1998, 1999)       |
| «Легенда» (Чернігів)   | 2 (1998, 1999)                               |

### Попередні зустрічі команд у фіналах Кубка України
| Дата       | Місто | Стадіон | Переможець   | Рахунок        | Автори голів «Донеччанки» | Автори голів «Легенди»   |
| ---------- | ----- | ------- | ------------ | -------------- | ------------------------- | ------------------------ |
| 03.10.1998 | Київ  | ЦСКА    | «Донеччанка» | 1:1 (3:2 пен.) | Андрущенко (14)           | Пекур (73)               |
| 03.10.1999 | Київ  | ЦСКА    | «Донеччанка» | 3:2            | ?, ?, Зварич (авт.)       | Ходирєва (21), Кузнецова |

### Шлях до фіналу
| «Донеччанка»    | «Донеччанка» | «Донеччанка» | «Донеччанка» | Раунд | «Легенда»              | «Легенда» | «Легенда» | «Легенда» |
| --------------- | ------------ | ------------ | ------------ | ----- | ---------------------- | --------- | --------- | --------- |
| Суперник        | Результат    | Результат    | Результат    |       | Суперник               | Результат | Результат | Результат |
| ЛДАУ (Луганськ) | 23:0         | 12:0 (В)     | 11:0 (Г)     | 1/2   | «Харків'янка» (Харків) | 10:0      | 5:0 (В)   | 5:0 (Г)   |

## Матч
| 18 листопада 2001 13:30 EEST |

| «Донеччанка» (Донецьк) | 1:4      | «Легенда» (Чернігів)                          |
| ---------------------- | -------- | --------------------------------------------- |
| Бондар 27'             | Протокол | 13', 80' Іванова 36' Нестерчук 85' Карпенкова |

| НСК «Олімпійський», Київ Глядачів: 100 |

| «Донеччанка»:         |                       |     |
|                       |                       |     |
| ВР                    | Ірина Саніна          |     |
| ЗХ                    | Марина Масальська     |     |
| ЗХ                    | Тетяна Громовська     |     |
| ПЗ                    | Віоріка Греждяну      |     |
| ПЗ                    | Тетяна Попова         |     |
| ПЗ                    | Наталія Тализенко     |     |
| ПЗ                    | Наталія Бондар        | 76' |
| ПЗ                    | Олена Загуменна       |     |
| ПЗ                    | Оксана Резвін         |     |
| ПЗ                    | Олександра Лясковська |     |
| НП                    | Галина Михайленко     |     |
| Заміни:               |                       |     |
| ВР                    | Людмила Цуканова      |     |
| ПЗ                    | Олена Макаренко       | 76' |
| ПЗ                    | Олена Семенченко      |     |
| ПЗ                    | Аліна Гуріна          |     |
| ПЗ                    | Інна Загуменна        |     |
| Тренер:               |                       |     |
| Олександр Масальський |                       |     |

| «Легенда»:  |                    |     |
|             |                    |     |
| ВР          | Ірина Зварич       |     |
| ЗХ          | Тетяна Нестерчук   |     |
| ЗХ          | Наталія Жданова    |     |
| ЗХ          | Юлія Карпенкова    | 88' |
| ПЗ          | Олександра Романів | 30' |
| ПЗ          | Алла Лишафай       |     |
| ПЗ          | Людмила Лемешко () |     |
| ПЗ          | Віра Дятел         | 88' |
| НП          | Тетяна Чуланова    | 88' |
| НП          | Олена Ходирєва     | 85' |
| НП          | Галина Іванова     |     |
| Заміни:     |                    |     |
| ВР          | Надія Баранова     |     |
| ЗХ          | Оксана Пожарська   | 88' |
| ПЗ          | Дарія Мільчевська  | 88' |
| ПЗ          | Ірина Бондаренко   |     |
| ПЗ          | Наталія Панасюк    | 88' |
| НП          | Тетяна Гусакова    | 30' |
| НП          | Дарина Апанащенко  | 85' |
| Тренер:     |                    |     |
| Сергій Умен |                    |     |

| Володар Кубка України 2001     |
| ------------------------------ |
|                                |
| «Легенда» (Чернігів) 1-й титул |